# Aghinskoe

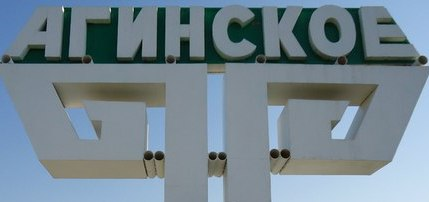

Aghinskoe (în rusă Агинское) este un oraș cu 12.599 de locuitori care a fost până la data de 1 martie 2008 capitala ținutului autonom Aga Buriatia din Rusia. In prezent aparține de Ținutul Transbaikal, regiune contituită ulterior. Aghinskoe a luat ființă în anul 1811 pe valea râului Aga din bazinul Amur.